# Uyui (huyện)
Uyui là một huyện thuộc vùng Tabora, Tanzania. Thủ phủ của huyện Uyui đóng tại Tabora. Huyện Uyui có diện tích ki lô mét vuông. Đến thời điểm điều tra dân số ngày 25 tháng 8 năm 2002, huyện Uyui có dân số 281101 người.